# James Haarlef Haasum

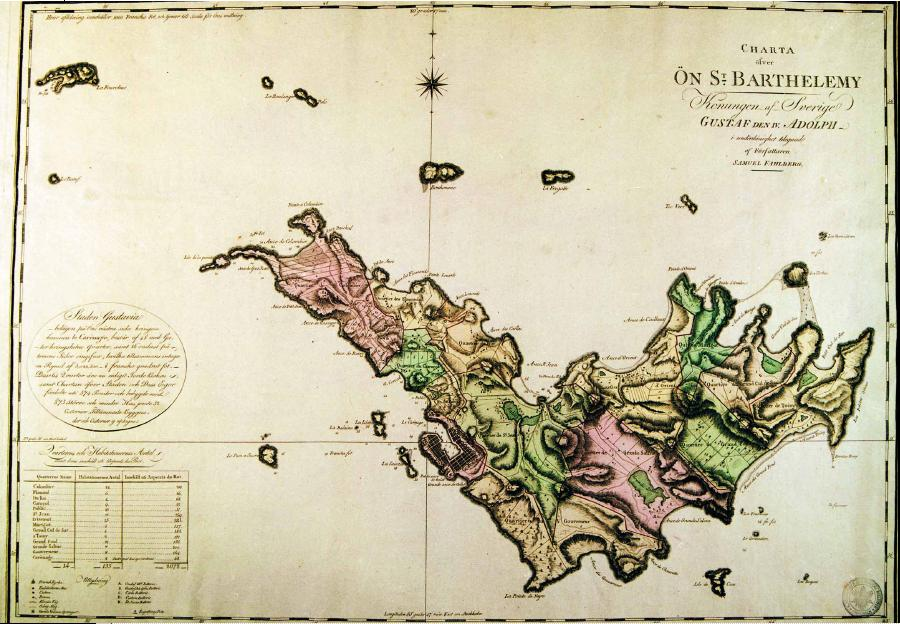
Svenska S:t Barthélemy 1784-1878

James Haarlef Haasum, (även Harlef och Harlew, olika stavningar förekommer) född 1791 på Saint-Barthélemy, död 1871 i Uppsala, var en svensk militär och guvernör. Han var far till James Douglas Haasum. Mellan 1826 och 1858 var Haasum guvernör över kolonin Svenska S:t Barthélemy.

## Biografi
Haasums far var dansk och modern nederländska. Haasum blev student vid Uppsala universitet och började därefter vid armén och utnämndes till ny place-major på S:t Barthélemy, den 1 januari 1820 utnämndes han även till guvernementssekreterare. Haasum upprättade då en stadsmilis för att öka försvarskraften av ön eftersom garnisonen bestod av endast 22 man.
Haasum agerade starkt mot slaveriet och den svenska slavhandeln både på S:t Barthélemy och i Sverige. Han utfärdade flera dekret som begränsade den utländska slavhandeln via ön och den 9 oktober 1847 signerade han proklamationen om slaveriets upphörande (Proclamations de l'abolition de l'esclavage à Saint-Barthélemy).
James Haasum gifte sig med Anna Louise Norderling, född 10 augusti 1797, vilken var dotter till Johan Norderling. Den 21 juli 1821 fick paret dottern Jeanne Charlotte, som dog den 22 juli 1823 och den 2 september 1835 avled även hustrun.
Gift andra gången 1845 med Emelie Augusta Noreen, 1825 - 1890. De fick sonen Emile Alfred Haasum, 1846 -1929, gift med Bertha W L Nordin, 1864 - 1934. De fick dottern Irene Haasum (g. Åberg), 1888 - 1973. 
Efter guvernör Norderlings död utnämndes Haasum i maj 1826 till tillförordnad guvernör över Svenska S:t Barthélemy i samstyre med justitiarien Lars Gustaf Morsing. Från oktober 1833 utnämndes Haasum till ensam ordinarie guvernör. Haasum innehade befattningen till augusti 1858. Under sin ämbetsperiod vistades Haasum längre perioder i Sverige (april 1831–1833, juli 1841–november 1842, juli 1844–november 1845 och maj 1853–oktober 1854). Under den första tjänstledigheten övertog Morsing hela styret, övriga perioder ersattes Haasum av Fredrik Ulrich. I augusti 1858 reste Haasum ånyo till Sverige och återvände inte utan begärde avsked från ämbetet. Den 14 december beslutades att styret skulle återgå till guvernören enbart varpå guvernörs- och justitiarieämbeten åter slogs ihop. Ulrich fortsatte som tillförordnad guvernör tills han utnämndes till ordinarie i december 1860.
Under besöket i Sverige 1853–1854 förlänades Haasum den 25 september 1854 Nordstjärneorden av Oscar I. Haasum var även riddare av Svärdsorden.
Efter sitt avsked stannade Haasum i Sverige och avled 1871 i Uppsala  och begravdes den 21 juni på Norra begravningsplatsen i Stockholm.